# Longiés
Longiés är en ort i Grekland.   Den ligger i prefekturen Trikala och regionen Thessalien, i den centrala delen av landet, 250 km nordväst om huvudstaden Aten. Longiés ligger 335 meter över havet och antalet invånare är 148.
Terrängen runt Longiés är bergig västerut, men österut är den kuperad. Longiés ligger nere i en dal. Runt Longiés är det ganska glesbefolkat, med 43 invånare per kvadratkilometer. Närmaste större samhälle är Mouzáki, 8,4 km öster om Longiés. I omgivningarna runt Longiés växer i huvudsak blandskog.